# Nephelolejeunea carcharias
Nephelolejeunea carcharias là một loài Rêu trong họ Lejeuneaceae. Loài này được M. A. M. Renner mô tả khoa học đầu tiên năm 2009.